# Börvény
Börvény románul: Vânători, falu Romániában, Erdélyben, Kolozs megyében.

## Fekvése
Csucsától keletre, 572 méter magasságban, Csucsa, Kissebes és Felsőfüld között fekvő település.

## Története
Börvény nevét 1808-ban említette először oklevél Jelelitye  néven.
Későbbi névváltozatai: 1850-ben Jegeritsi, 1854-ben Börvény, Iegreştiea, 1888-ban Jegeristye (Börvény).
A trianoni békeszerződés előtt Kolozs vármegye Bánfihunyadi járásához tartozott.
1910-ben 734 lakosából 5 magyar, 608 román 121 cigány volt. Ebből 713 görögkatolikus, 16 görögkeleti ortodox volt.